# مازوركا

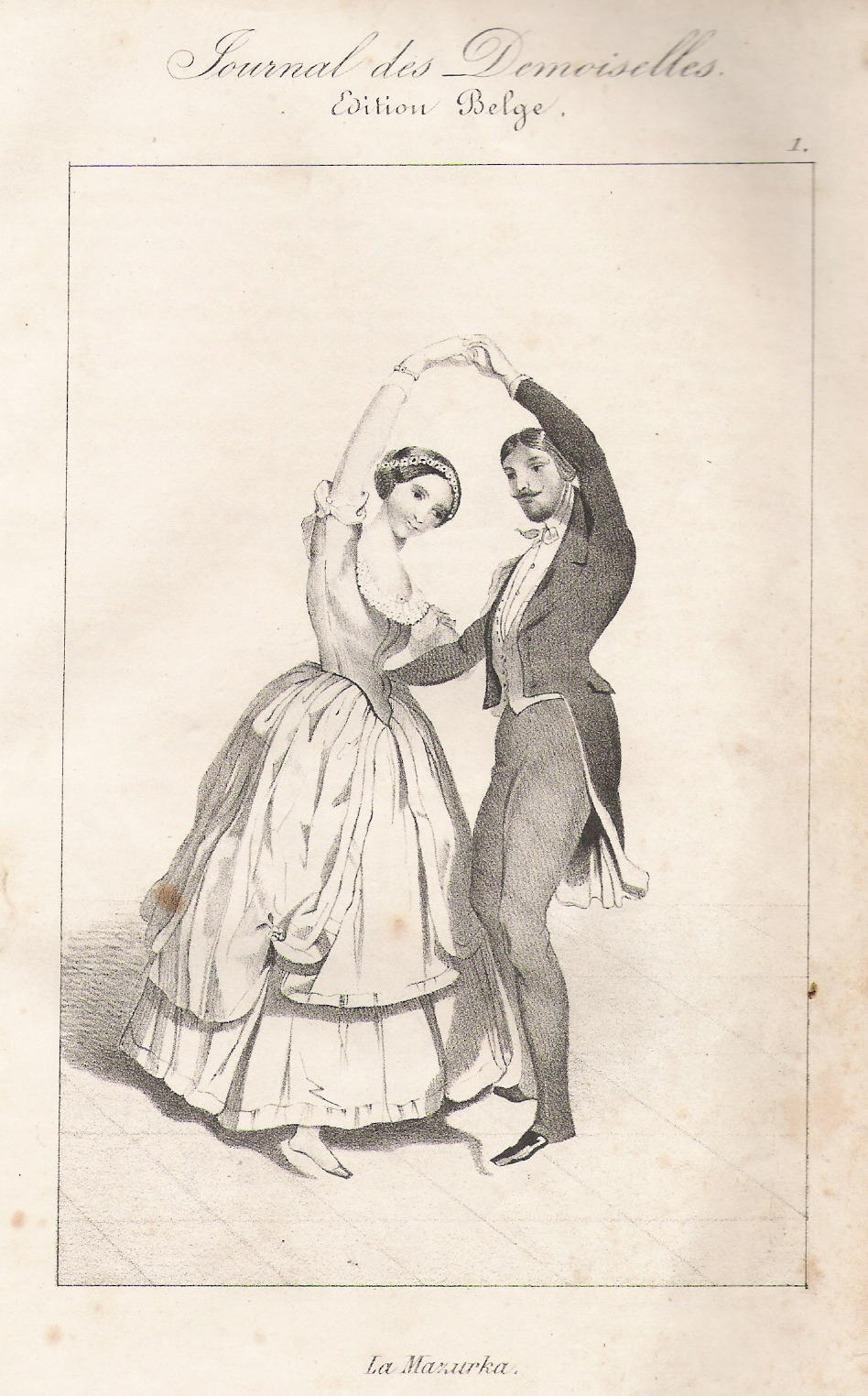

مازوركا (بالبولندية: Mazurek) هو نمط موسيقي بولندي مبنية على الرقصات التراثية والإيقاع الثلاثي. المازوركا بجانب رقصة البولكا تعتبر أكثر رقصات بولروم شعبية في أوروبا خلال القرن التاسع عشر، وقد اشتهرت بعد عدة أعمال للموسيقار فريدريك شوبان عنها.